# Mikes János (püspök)
Gróf zabolai Mikes János (Zabola, 1876. június 27. – Répceszentgyörgy, 1945. március 28. vagy 1945. március 29.) római katolikus pap, szombathelyi püspök 1911–1935 között.

## Pályafutása
A tekintélyes arisztokrata gróf zabolai Mikes család sarja. Apja, gróf zabolai Mikes Benedek (1819–1878) Ferenc József szárnysegédje, anyja Sophie Moser (1839–1921) volt. Édesapját kétéves korában elvesztette, így neveltetéséről édesanyja gondoskodott. Középiskoláit Kalksburgban végezte, később a teológiát az innsbrucki papi szemináriumon végezte el, 1899. június 29-én szentelték pappá.
1899-től Gyergyóalfaluban volt káplán, majd  Majláth Gusztáv Károly erdélyi püspök 1901-ben plébánossá nevezte ki, de már öt év múlva áthelyezte Székelyudvarhelyre, ahol egyúttal a telegdi főesperesség esperese is lett.

### Püspöki pályafutása
1911. november 15-én Ferenc József király kinevezte – István Vilmos püspök halála után – a Szombathelyi egyházmegye élére, a pápai megerősítésre december 16-án került sor. 1912. január 7-én szentelte püspökké Majláth Gusztáv Károly erdélyi püspök, Fischer-Colbrie Ágoston kassai és Várady Lipót Árpád győri püspök segédletével.
Püspöki tevékenysége kezdetén megalapította az Egyházmegyei Takarékpénztárt és 1913. március 1-jével napilappá fejlesztette a Szombathelyi Újságot. Új plébániákat alapított, főként Zalában. Szombathelyre, szülővárosába hozatta Szent Márton ereklyéit, a szombathelyi székesegyház külsejét pedig helyreállíttatta. Az első világháború kitörése után a répceszentgyörgyi püspöki nyaralóban hadikórházat rendezett be és két ízben is személyesen ellátogatott a frontvonalon harcoló magyar katonákhoz: először 1917 júniusában a keleti frontra, majd 1918 szeptemberében az olasz frontra.
Az őszirózsás forradalmat követően, 1919. február 27-én „ellenforradalmárként” a celldömölki bencés apátságba internálták, majd a Tanácsköztársaság kikiáltása után a budapesti gyűjtőfogházba szállították. Innen megszökött és a Nemzeti Hadsereg budapesti bevonulásáig bujkált; augusztus 20-án tért vissza híveihez.
A Horthy-korszakban legitimistaként fontos szerepe volt IV. Károly király visszatérési kísérleteiben. 1921. március 31-én a szombathelyi püspöki palotában látta vendégül az uralkodót. Az egyházfő tevékenysége nem volt példa nélküli: Szombathelyen ő volt a konzervatív legitimista keresztényszocialista szervezkedés mentora. Ugyancsak mentorálta és – képességeiben bízva – zalaegerszegi plébánossá nevezte ki a szintén legitimista Pehm Józsefet is, aki később Mindszenty József néven az esztergomi érsekségig emelkedett.
Püspöksége alatt Kőszegen fiúinternátus és verbita missziós központ, Szombathelyen az Annuntiata Nővérek anyaháza és a szalézi atyák intézete, Zalaegerszegen ferences rendház és a Notre Dame nővérek nevelőintézete létesült. Püspöki időszakának legkiemelkedőbb eseménye az 1927-es egyházmegyei zsinat volt, melynek legfontosabb eredményeként az egyházmegye területén új plébániákat és lelkészségeket hoztak létre. Megromlott a kapcsolata azonban a káptalannal, s személy szerint Rogács Ferenc kanonokkal. Ez az egyházi vagyon elszámolása körüli vita végül egyik fő oka volt egészségi állapotában való romlásának és püspökségéről való lemondásának.

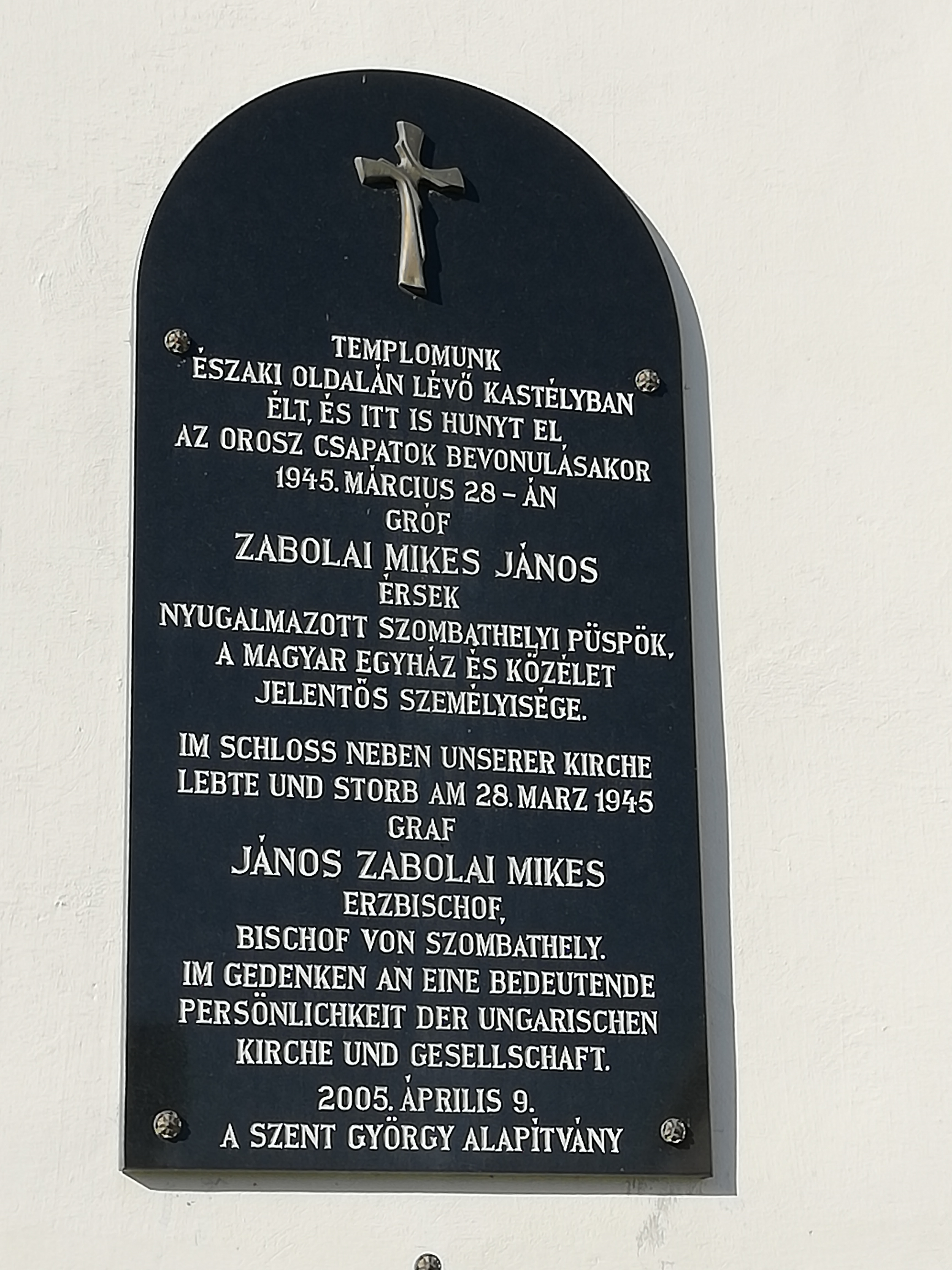
Emléktáblája a répceszentgyörgyi templom falán

1935. december 31-én nyugállományba vonult, XII. Piusz pápa 1939-ben selimbriai címzetes érsekké nevezte ki. 1945. március 28-án – a szovjet Vörös Hadsereg bevonulása közben – répceszentgyörgyi nyaralójában érte a halál. A szombathelyi székesegyházban temették el.

## Emlékezete
- Egy, a templom déli homlokzatára kihelyezett emléktáblából és egy mellette felállított kopjafából álló emlékhely őrzi az emlékét Répceszentgyörgyön, pihenésének kedvelt helyszínén, ahol élete utolsó napjait is töltötte.

## Művei
- Pro Transsylvania. Fölolvasta... Budapesten az Országos Kaszinóban 1916. november 18-án rendezett estélyen. Budapest, 1916
- Szent István, a honalapító. Budapest, 1916
- Kommunismus und Nationalismus im Lichte der christlichen Weltanschauung. Bécs(?), 1934 (lengyelül: Poznań, 1935)[3]